# Yuko Oga
Yuko Oga (大神雄子, Oga Yuko), née le 17 octobre 1982 à Yamagata, est une joueuse japonaise de basket-ball.

## Biographie
Repérée par Corey Gaines, elle évolue en 2008 au poste de meneuse pour le Mercury de Phoenix (23 matches à 2,4 points) en WNBA depuis 2008, elle est la seconde joueuse japonaise à jouer dans cette ligue américaine après Mikiko Hagiwara en 1997-1998. Bien qu’ayant effectué la pré-saison avec le Mercury en 2010 et 2011, elle ne retrouve pas sa place en saison régulière.
Elle détient six titres de championne du Japon (2001-2002, 2002-2003, 2003-2004, 2006-2007, 2008-2009, 2009-2010) et trois Coupe du Japon (2002, 2003, 2004) avec les Japan Energy JOMO Sunflowers. Elle est élue meilleure joueuse de la WJBL en 2007.
Elle a disputé en Juniors le championnat d’Asie en 2000 et le Mondial Juniors en 2001. Membre de l’équipe nationale depuis 2001, elle a participé aux Jeux olympiques de 2004. Au championnat d’Asie 2009 (11,7 points, 3,0 rebonds et 3,3 passes décisives) puis au Mondial 2010 (19,1 points, 5,3 rebonds et 3,8 passes).
En septembre 2013, elle signe en Chine pour rejoindre le club Shanxi Xing Rui Flame.
Elle est intronisée au FIBA Hall of Fame dans la promotion de 2023.

## Distinctions
- Intronisée au FIBA Hall of Fame en 2023[5]